# الخطوط الجوية الفرنسية الرحلة 296
الخطوط الجوية الفرنسية الرحلة 296 طائرة إيرباص إيه 320-111 عمرها 5 أشهر و20 يوما وكانت طائرة الخطوط الجوية الفرنسية الرحلة 296 الطائرة رقم 3 وكانت هناك طائرتين آخرتين تابعتين لإير فرانس في ذلك الوقت وكانت الطائرة دخلت الخدمة منذ 3 أيام بعد إقلاعها من مطار تولوز بلانياك وكانوا سيحلقون جنوب جبل مون بلون وكان الطيار ميشيل أسيلين البالغ من عمره 44 عاما والمساعد أول بيير مازايريس البالغ من عمره 45 عاما سيقودان الطائرة في 26 يونيو 1988 في رحلة من بازل إلي هابشيم التي تستغرق 5 دقائق مع 130 راكبا و4 من المضيفين الجويون وأثناء الإستعراض الجوي بمطار ميلوز–هابشيم وكانت الطائرة علي ارتفاع 10 أمتار ولم ترتفع ولم تهبط وبقيت هكذا حتي رأي الطيار ميشيل أسيلين الغابة النائية فقرر الذهاب حول المطار ولكن قوة دفع المحركات لم تزداد حتي بعد فوات الأون وسبب الحادث زعزعة العلاقات العامة لشركة إيرباص وكانت أول حادث تحطم طائرة من طراز إيرباص إيه 320.

## تصوير عمليتي الإقلاع والهبوط والأستعراض الجوي التحطم والضحايا
تم تصوير إقلاعها السليم من مطار بازل - ميلوز - فريبورغ الأوروبي من قبل مسافر علي الطريق السريع وهبوطها المميت إلي مطار ميلوز–هابشيم من قبل مصور فرنسي وكانت طول المهبط القصير في مطار ميلوز–هابشيم يبلغ ألف و120 مترآ وفي 26 يونيو من كل عام يقام أستعراض جوي مليئة بمشاهدين يبلغ أكثر من 5 الآف مشاهد وتحطمت في غابة نائية علي بعد 10 أمتار من مطار ميلوز–هابشيم ومات 3 ركاب علي متن الطائرة بسبب الدخان قبل خروجهم من الطائرة أحياء وهم مرياما باري البالغة من العمر 7 سنوات من دون والدايها وماريه فرانسوا فوش البالغة من العمر 28 عاما وصبي صغير يبلغ من العمر 8 سنوات.

## الأسباب والنتائج
خطأ عمال طباعة خرائط الخطوط الجوية الفرنسية بسبب عدم دقة الخرائط والتصميم الفاشل لطائرة إيرباص إيه 320 بسبب خطأ شركة إيرباص والتحليق علي ارتفاع منخفض وسرعة بطيئة وقوة دفع محرك قليلة ومقدمتها مرتفعة جدآ والتحليق علي ارتفاع 30 قدما بدلآ من 100 قدم وزيادة قوة دفع المحركات حتي تدخل كمبيوتر الطائرة وعدم المراعة للمعلومات البصرية والسمعية مما إدي إلى إعطاء الطائرة ارتفاع منخفض خطير وعدم أستخدام مقياس الارتفاعات اللاسلكية بسبب عدم دقة الشاشة الرقمية والنتائج كانت تم منع الركاب في الأستعراضات الجوية وأستطلاع دقة أكثر لخرائط المطارات من قبل طواقم الطيران والضمان الكامل لسلامة الطائرات عند الارتفاعات المنخفضة.

## التلاعب بالإدلة
كان الطيار ميشيل أسيلين علي وشك بإن يهتم بقتل غير معتمد لثلاثة ركاب ولكنه رأي صورتين مختلفتين للصندوق الأسود وقد تم تصوير شخص تابع لمكتب التحقيق والتحليل لسلامة الطيران المدني ومعه شرطي فرنسي يحملان مسجلي الطائرة من الموقع وأستخدم هيئة أستقصاء سويسري للتحليل ما بين الصورتين والإجابة أظهرت بإن التسجيلان للصندوق الأسود الذي إيجاده في موقع الحادث بعد وصول المحققين كان مزيفا وكان محقق شعبة التحقيق في الحوادث الجوية راي دينيس يعتقد بإن التسجيلان من الصندوقين الأسودين كان مزيفا فعلآ بعد أن قرأ التقرير النهائي ورأي علامات أستفهام عليها وقارن الوقت ما بين التسجيل الصوتي لقمرة القيادة وتسجيل مراقبة الحركة الجوية والفارق ما بين توقيت التسجيلان كان 4 ثواني ولكن الحكومة الفرنسية أنكرت بشأن التلاعب بالصندقين الأسودين وعندها كان الطيار ميشيل أسيلين قد سجن لمدة 10 أشهر بسبب القتل غير المتعمد لثلاثة ركاب ولكنه أمضي حياته لتبرئة أسمه وتابع عمله كمدرب طائرات إيرباص إيه 320.

## وصلات خارجية
- "COMMISSION D'ENQUÊTE sur l'accident survenu le 26 juin 1988 à Mulhouse-Habsheim (68) à l'Airbus A 320, immatriculé F-GFKC" (PDF) (بالفرنسية). 24 Apr 1990. Archived from the original (PDF) on 2023-02-07.
- "Final report concerning the accident which occurred on Jun 26th 1988 at Mulhouse-Habsheim (68 ) to the Airbus A 320, registered F-GFKC" (PDF) (بالإنجليزية). Archived from the original (PDF) on 2023-06-16.